# Юсупов, Мовсур Мовлдиевич
Мовсу́р Мовлди́евич Юсу́пов (род. 4 октября 1987, Махкеты, Чечено-Ингушская АССР или Чечено-Ингушская АССР) — российский профессиональный боксёр, чемпион по версии GBU Intercontinental, чемпион по версии журнала «Про БОКС», чемпион мира по версии UBO, мастер спорта России.

## Биография
Увлёкся боксом в 15 лет. С 2003 года тренировался в клубе «Ахмат». Провёл 180 боёв, из которых выиграл 164. В 2012 году оставил любительский бокс. Друзья уговорили его возобновить спортивную карьеру и в следующем году он стал профессионалом. 16 февраля 2013 года провёл дебютный бой, в котором единогласным решением судей победил армянского боксёра Гора Акопяна. 6 июля 2014 года, выступая в андеркарде боя Руслан Чагаев — Фрес Окендо, победил представителя Белоруссии Александра Сущица.

## Профессиональная карьера[3]
| #  | Результат | Дата                  | Соперник                     | Метод                    | Место боя                              | Раунд       | Примечание                                                   |
| -- | --------- | --------------------- | ---------------------------- | ------------------------ | -------------------------------------- | ----------- | ------------------------------------------------------------ |
| 16 | Победа    | 21 февраля 2020 года  | Дейвис Кассерес · Колумбия   | Нокаут                   | Москва, ДС Динамо                      | 2 (8), 1:22 |                                                              |
| 15 | Поражение | 18 апреля 2019 года   | Омар Гарсия · Венесуэла      | Нокаут                   | Грозный, Колизей                       | 5 (8), 1:39 |                                                              |
| 14 | Победа    | 5 сентября 2018 года  | Константин Питернов · Россия | Единогласное решение     | Грозный, Амфитеатр                     | 8           |                                                              |
| 13 | Победа    | 10 декабря 2016 года  | Джой Вегас · Уганда          | Технический нокаут       | Москва, дворец спорта «Крылья Советов» | 5 (8), 2:22 |                                                              |
| 12 | Победа    | 16 августа 2016 года  | Артавазд Маргарян · Армения  | Единогласное решение     | Москва                                 | 8           |                                                              |
| 11 | Победа    | 28 мая 2016 года      | Паата Адуашвили · Грузия     | Технический нокаут       | Ташкент                                | 2 (6)       |                                                              |
| 10 | Победа    | 5 марта 2016 года     | Карама Ныилавила · Танзания  | Нокаут                   | Грозный, Колизей                       | 2 (6), 1:29 |                                                              |
| 9  | Победа    | 12 сентября 2015 года | Сергей Белошапкин · Россия   | Единогласное решение     | Куток                                  | 6           |                                                              |
| 8  | Победа    | 19 июня 2015 года     | Марк Чимидов · Россия        | Раздельное решение       | Екатеринбург                           | 6           |                                                              |
| 7  | Победа    | 7 июня 2014 года      | Александр Сущиц · Беларусь   | Единогласное решение     | Грозный, Ахмат Арена                   | 6           |                                                              |
| 6  | Победа    | 30 ноября 2013 года   | Владимир Идраний · Словакия  | Единогласное решение     | Грозный                                | 12          | Юсупов завоевал вакантный титул чемпиона UBO среди молодёжи. |
| 5  | Победа    | 26 октября 2013 года  | Джозеф Обесло · Чехия        | Техническое решение      | Ростов-на-Дону                         | 8 (12)      |                                                              |
| 4  | Победа    | 27 июля 2013 года     | Мада Мауго · Танзания        | Отказ от продолжения боя | Каспийск                               | 5 (8), 3:00 |                                                              |
| 3  | Победа    | 25 мая 2013 года      | Гасан Гасанов · Армения      | Нокаут                   | Волгодонск                             | 3 (6), 1:34 |                                                              |
| 2  | Победа    | 13 апреля 2013 года   | Михаил Смурыгин · Армения    | Отказ от продолжения боя | Новосибирск                            | 3 (4), 3:00 |                                                              |
| 1  | Победа    | 16 февраля 2013 года  | Гор Акопян · Армения         | Единогласное решение     | Каспийск                               | 4           |                                                              |